# Orgilus zonalis
Orgilus zonalis är en stekelart som beskrevs av Muesebeck 1970. Orgilus zonalis ingår i släktet Orgilus och familjen bracksteklar. Inga underarter finns listade i Catalogue of Life.